# Alyssum dahuricum
Alyssum dahuricum är en korsblommig växtart som först beskrevs av Peschk., och fick sitt nu gällande namn av Al-shehbaz. Alyssum dahuricum ingår i släktet stenörter, och familjen korsblommiga växter. Inga underarter finns listade i Catalogue of Life.